# Bataille de Baecula
Deuxième guerre punique
Batailles
219 av. J.-C. : Sagonte
218 av. J.-C. : Rhône, Cissa, Tessin, La Trébie
217 av. J.-C. : Victumulae, Plaisance, Èbre, Lac Trasimène, Geronium
216 av. J.-C. : Cannes, Selva Litana, Nola (1re)
215 av. J.-C. : Cornus, Dertosa, Nola (2e)
214 av. J.-C. : Nola (3e) 
 213 av. J.-C. : Syracuse
212 av. J.-C. : Capoue (1re), Silarus, Herdonia(1re)
 211 av. J.-C. : Bétis, Capoue (2e)
210 av. J.-C. : Herdonia (2e), Numistro
209 av. J.-C. : Asculum, Carthagène
208 av. J.-C. : Baecula
207 av. J.-C. : Grumentum, Métaure
206 av. J.-C. : Ilipa, Carthagène (2e) (ca)
204 av. J.-C. : Crotone
203 av. J.-C. : Utique, Grandes Plaines
202 av. J.-C. : Zama
La bataille de Baecula opposa en 208 av. J.-C., les forces carthaginoises du Général Hasdrubal Barca et les légions romaines commandées par Scipion l'Africain, dans le cadre de la deuxième guerre punique. Elle fut la première grande confrontation de Scipion l'Africain contre les Carthaginois, après qu'il eut obtenu le commandement du contingent romain sur la péninsule Ibérique et pris le port de Carthagène (209 av. J.-C.). L'intention des Romains était de couper la route d'Hasdrubal pour empêcher l'envoi de renforts à son frère Hannibal en Italie. Elle s'est terminée par une victoire romaine, tandis que l'armée carthaginoise a finalement pu s'échapper vers le nord, non sans avoir subi d'importantes pertes. Une autre conséquence fut d'ouvrir à l'armée romaine une position vitale afin de poursuivre la conquête de la vallée du Guadalquivir et du sud de la péninsule Ibérique.

## Contexte
Les frères Gnaeus Cornelius Scipio Calvus et Publius Cornelius Scipio avaient bien évalué l’importance de l’Espagne. Ils s'y rendent et remportent en 217 une victoire navale à l’embouchure de l’Ebre, puis reprennent Sagonte. Ils empêchent Hasdrubal de rejoindre son frère Hannibal, et suscitent en 215 une guerre du roi numide Syphax contre les Carthaginois. Mais en 212, Hasdrubal, le frère d'Hannibal, soumet Syphax, et trois armées carthaginoises passent en Espagne. Les frères Scipion sont battus et tués en 211 av. J.-C., les forces romaines battent en retraite sur l’Ebre.
Tandis que le conflit s'enlise en Italie ou Hannibal espère des renforts, à Rome, le jeune Cornelius Publius Scipion, fils du précédent, qui deviendra connu sous le nom de Scipion l'Africain entre alors en scène. Quoique n’ayant jamais été consul, il obtient un pouvoir proconsulaire pour l’Espagne en 210. En 209, il prend le port de Carthagène, avec le trésor de guerre et les otages ibères détenus par les Carthaginois. La libération de ces otages permet de gagner le soutien de peuples ibères contre Carthage (voir l'épisode du chef ibère Allutius). Les trois armées carthaginoises étant dispersées dans la péninsule Ibérique, il saisit l'occasion de les affronter séparément.

## Positions
Au début de 208 av. J.-C., Scipion l'Africain marcha contre Hasdrubal Barca, dont l'armée hivernait près de Baecula, sur le cours supérieur du fleuve Betis (aujourd'hui Guadalquivir).
Après avoir pris connaissance de l'approche des Romains, Hasdrubal déplaça son camp dans une position facilement défendable, dans le haut d'un plateau au sud de Baecula, au devant duquel s'étendait une vallée et dont l'arrière était protégé par une rivière. En outre, le plateau étant étagé sur deux niveaux, Hasdrubal avait disposé ses troupes légères sur le niveau inférieur et installé son camp principal sur la partie la plus haute.
À son arrivée, Scipion hésita d'abord à attaquer une position aussi forte, mais craignant que les deux autres armées carthaginoises ne profitent de son inaction pour joindre leurs forces à celles d'Hasdrubal, il décida d'agir le troisième jour.

## Combats
Avant de lancer son attaque principale, Scipion envoya un détachement de soldats bloquer l'entrée de la vallée par laquelle pourraient arriver les deux armées marchant sur Baecula, sécurisant ainsi ses forces principales tout en réduisant les possibilités de retraite à l'armée carthaginoise bloquée sur le plateau.
Une fois ce déploiement préliminaire terminé, les vélites, troupes légères romaines, marchèrent contre leurs homologues carthaginoises. En dépit de la pente et de la pluie de projectiles, les Romains n'eurent pas trop de mal à repousser les troupes légères carthaginoises, sitôt engagé le corps à corps.
Après avoir renforcé sa force principale, Scipion déploya une attaque en tenaille contre les côtés du camp principal des Carthaginois. Pour ce faire, il avait ordonné à Cayus Lelius(consul en -190) de mener la moitié de l'infanterie lourde à la droite de la position de l'ennemi, tandis que lui-même dirigeait l'attaque sur la gauche.
Comme, jusqu'à l'assaut final, Scipion avait maintenu caché dans son camp le gros de ses troupes, Hasdrubal, quant à lui, crut que l'attaque romaine n'était qu'une petite escarmouche. Pour cette raison, il ne déploya pas correctement son armée principale, et se trouva piégé par la manœuvre d'encerclement des Romains.

## Dénouement
Bien qu'étant tombé dans le piège, Hasdrubal parvint à s'extirper de la bataille avec ses éléphants de guerre, ses bagages et une grande partie de ses troupes. Il semble que les principales pertes carthaginoises dans la bataille concernèrent essentiellement leurs troupes légères et leurs alliés ibériques. Cela fut dû en grande partie au fait que les légionnaires romains préférèrent piller le camp d'Hasdrubal plutôt que de le poursuivre.

## Conséquences
Après la bataille, Hasdrubal conduisit son armée à travers les passages occidentaux des Pyrénées et entra en Gaule. De là, il partit pour l'Italie avec une force composée en grande partie de troupes gauloises, et tenta de rejoindre son frère Hannibal.
De nombreux historiens ont critiqué Scipion pour avoir laissé Hasdrubal s'échapper de la péninsule ibérique. Cependant, il est aussi vrai qu'engager une poursuite à travers des territoires inconnus, hostiles et montagneux, tout en laissant deux armées complètes et supérieures en nombre sur ses arrières, eût été risquer un désastre aussi cuisant que la bataille du lac Trasimène.
Au lieu de cela, Scipion se retira avec son armée à Tarragone, et parvint à former des alliances avec la plupart des tribus indigènes, qui changèrent de camp après les victoires romaines de Baecula et Carthagène.
En leur ouvrant l'accès au bassin du Guadalquivir, la bataille de Baecula permit aux Romains de conquérir et coloniser tout le sud de la péninsule ibérique.

## Localisation
Traditionnellement, le site de la bataille était localisé près de Bailen, non tant pour la similitude phonétique souvent évoquée que pour la position stratégique de cette enclave, et aussi à cause du texte de Polybe qui mentionna la ville de Castulo, laquelle est plus proche de Bailén.
Bien que certains chercheurs défendent encore cette localisation traditionnelle dans le triangle Bailén-Linares-La Carolina, des découvertes archéologiques récentes par des chercheurs de l'Université de Jaén autorisent à situer la bataille à proximité de la ville actuelle de Santo Tomé, à environ 60 km à l'est de Castulo, l'oppidum des Turruñuelos étant identifié comme étant Baecula grâce à une analyse scrupuleuse des indices topographiques et stratégiques contenus dans les textes antiques. Près de cet oppidum se trouve le Cerro de las Albahacas, hauteur stratégiquement verrouillée sur un flanc par une rivière. Là, selon ces chercheurs, aurait été le camp d'Hasdrubal, tandis qu'à quatre kilomètres se tenait celui de Scipion. Près de 2 000 objets trouvés liés à des événements militaires, des armes et des pièces puniques datant de l'époque de la bataille y attestent de l'affrontement des deux armées à la fin du IIIe siècle av. J.-C.

### Littérature antique
- Appien, Histoire romaine : livre VII, le livre d'Annibal, Paris, Les Belles Lettres, coll. « Collection des universités de France », 1998, 90 p. (ISBN 2-251-00464-5)
- Eutrope, Abrégé d'histoire romaine, Paris, les Belles lettres, coll. « Collection des universités de France », 1999, 274 p. (ISBN 2-251-01414-4)
- Polybe, Histoires : livre I, Paris, les Belles lettres, coll. « Collection des universités de France », 1969, 140 p.
- Polybe, Histoires : livre II, Paris, les Belles lettres, coll. « Collection des universités de France », 1970, 126 p.
- Polybe, Histoires : livre III, Paris, les Belles lettres, coll. « Collection des universités de France », 2003, 204 p. (ISBN 2-251-00275-8)
- Polybe, Histoires : livre VI, Paris, les Belles lettres, coll. « Collection des universités de France », 1977, 159 p.
- Silius Italicus, La Guerre punique. Tome 1 : livres I-IV, Paris, Les Belles Lettres, coll. « Collection des universités de France », 1979, 161 p. (ISBN 2-251-11251-0)
- Silius Italicus, La Guerre punique. Tome 2 : livres V-VIII, Paris, Les Belles Lettres, coll. « Collection des universités de France », 1981, 187 p. (ISBN 2-251-01318-0)
- Silius Italicus, La Guerre punique. Tome 3 : livres IX-XIII, Paris, Les Belles Lettres, coll. « Collection des universités de France », 1984, 269 p. (ISBN 2-251-01325-3)
- Silius Italicus, La Guerre punique. Tome 4 : livres XIV-XVII, Paris, Les Belles Lettres, coll. « Collection des universités de France », 1992, 222 p. (ISBN 2-251-01365-2)
- Tite-Live, Histoire romaine : livre XXI, Paris, les Belles lettres, coll. « Collection des universités de France », 1988, 135 p. (ISBN 2-251-01345-8)

## Source de traduction
- (es) Cet article est partiellement ou en totalité issu de l’article de Wikipédia en espagnol intitulé « Batalla de Baecula » (voir la liste des auteurs).